# Maison de Kadeva Milojević à Ursule
La maison de Kadeva Milojević à Ursule (en serbe cyrillique : Кућа Кадеве Милојевић у Урсули ; en serbe latin : Kuća Kadeve Milojević u Ursuli) se trouve à Ursule, dans la municipalité de Rekovac et dans le district de Pomoravlje, en Serbie. Elle est inscrite sur la liste des monuments culturels protégés de la république de Serbie (identifiant no SK 724).

## Présentation

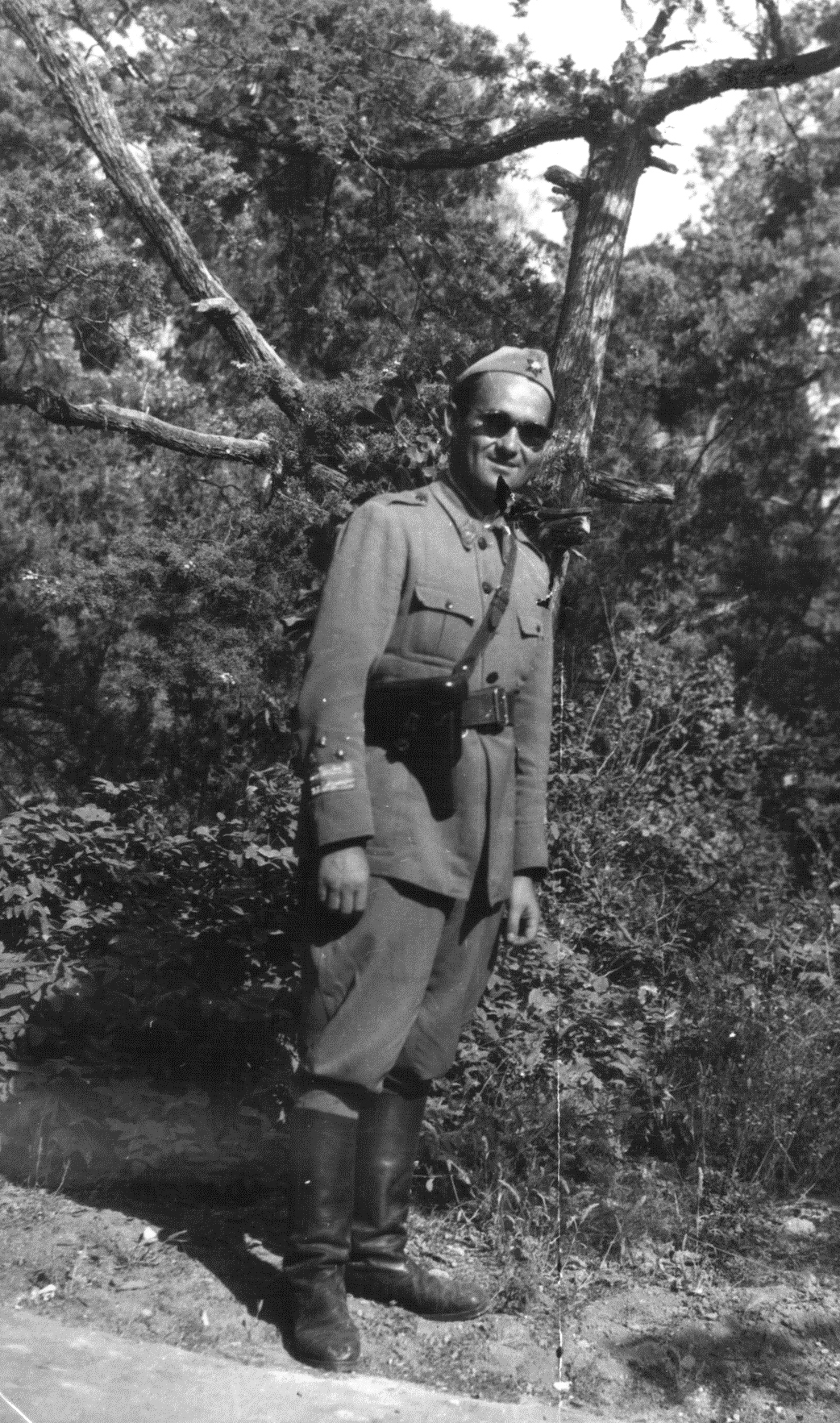
Miloje Milojević en 1944

La maison de Kadeva Milojević est une maison basse, constituée d'un simple rez-de-chaussée, construite sur un terrain en pente. Elle est bâtie selon le système des colombages avec un remplissage de boue. Le toit à quatre pans est recouvert de tuiles.
Le héros national Miloje Milojević est né et a vécu dans cette maison, ce qui lui donne toute sa valeur patrimoniale. Une plaque commémorative en marbre blanc de 0,75 m sur 0,52 m a été apposée à droite de la porte d'entrée en l'honneur de cette personnalité de la lutte de Libération nationale.

### Note
1. ↑  Kadeva Milojević était la mère de Miloje Milojević.